# Sy Oliver
Melvin "Sy" Oliver (Battle Creek, Míchigan, 17 de diciembre de 1910-Nueva York, 28 de mayo de 1988) fue un músico estadounidense de jazz, arreglista, trompetista, compositor, cantante y director de orquesta. 
Su madre era profesora de piano, y su padre un multiinstrumentista que se hizo con algo de fama tocando el saxofón lejos del contexto habitual de este instrumento: las orquesta itinerantes.
Oliver abandonó el hogar a los 17 años para tocar con una territory band: Zack Whyte and his Chocolate Beau Brummels. después tocó con otra: la del pianista Alphonse Trent (1905-1959). Oliver cantó y tocó la trompeta con esas orquestas, llegando a ser conocido por su toque growling (empleo de la vocalización para variar el sonido del instrumento). 
Se unió a la orquesta de Jimmie Lunceford en 1933 y contribuyó con numerosos arreglos a los éxitos de la misma, entre los que se incluyen los de «My Blue Heaven» y «Ain't She Sweet». En 1939, se convirtió en uno de los primeros afroaestadounidenses con una función importante en una orquesta de blancos al unirse a Tommy Dorsey como arreglista, aunque por ello hubo de dejar de tocar la trompeta. Dirigió la transición de la orquesta de Dorsey del estilo dixieland al más moderno como big band. 
Su arreglo de «On the Sunny Side of the Street» constituyó un gran éxito para Dorsey, como fueron también sus propias composiciones «Yes Indeed» (un tema góspel-jazz que sería más tarde grabado por Ray Charles), «Opus One», «The Minor is Muggin»', «T.D.'s Boogie Woogie» y «Well, Git It». 
Tras dejar a Dorsey, Oliver continuó trabajando por libre como arreglista, siendo especialmente recordados su trabajo para el disco de Frank Sinatra I Remember Tommy y su labor como director musical de Decca Records. 
En sus últimos años, hasta 1980, dirigió su propia orquesta de jazz, en la que volvió a tocar la trompeta.